# GB Airways
Pour les articles homonymes, voir GBL.

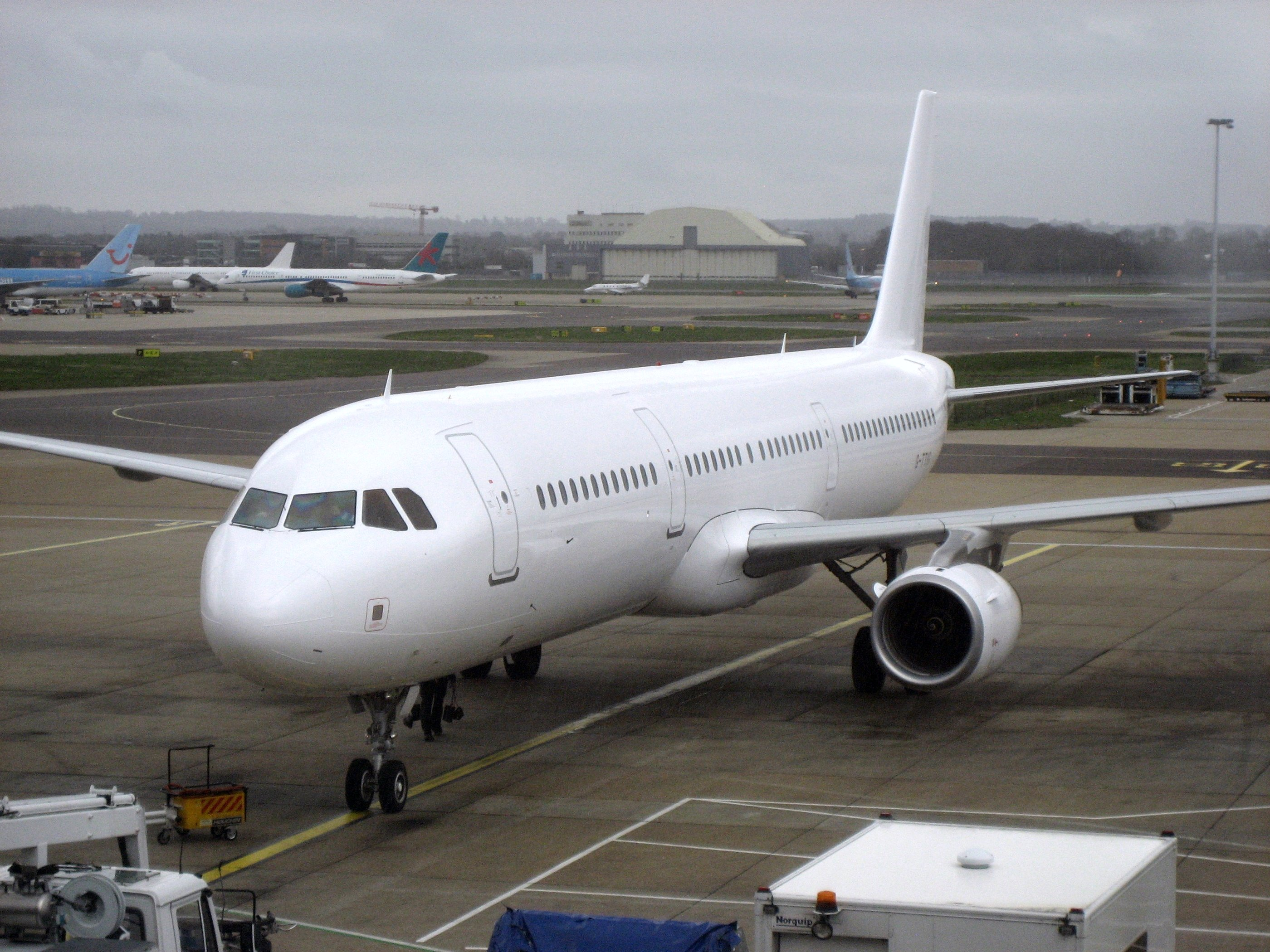
A321 de GB Airways.

GB Airways (GB Airways Ltd) (code AITA : GT ; code OACI : GBL) était une compagnie aérienne britannique, partenaire franchisé de British Airways. 
Elle a été rachetée le 25 octobre 2007 par la compagnie easyJet.